# Яковлев, Вячеслав Васильевич

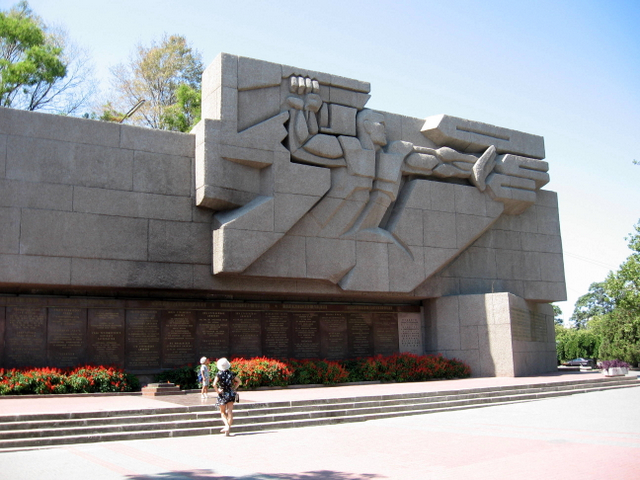
Мемориал героям обороны Севастополя 1941—1942

Арка в честь 200-летия Севастополя

Яковлев Вячеслав Васильевич (18 декабря 1937, Москва — 26 декабря 1999, Севастополь) — севастопольский скульптор-монументалист, автор известных работ в Севастополе.

## Биография
В 1957 закончил Московское художественно-промышленное училище имени М. И. Калинина.

В 1963 закончил Московское высшее художественно-промышленное училище.

С 1963 жил в Севастополе и работал в севастопольских художественно-производственных мастерских; участвовал в городских, республиканских, всесоюзных выставках.

С 1964 по 1966 — преподавал в Севастопольской Художественной Школе.

## Творчество
- 1967 — Мемориал героям обороны Севастополя 1941—1942 гг. (совместно с И. Е. Фиалко).
- 1970-е гг. — Скульптуры «Нептун» и «Русалка», мозаичная композиция «Весенние цветы» на территории у морпорта — всё в Евпатории
- 1983 — Памятная триумфальная арка в честь 200-летия Севастополя
- 1985 — Барельеф «История флота» на здании кинотеатра «Россия»
- 1986 — Памятный знак «Покорителям космоса»
- Скульптуры «Рыбка» и «Спрут» были изготовлены для бассейна воинской части в Донузлаве и украшены мозаиками из смальты. А для парка в в/ч, Яковлев сделал статую «Нептун». Изготовленные статуи так и не дошли до воинской части в Донузлаве. Известно, что «Нептун» был выкуплен владельцем ресторана «Рыбачий стан», где и по сей день он стоит, радуя жителей города.[2][3]

Реакция горкома партии. Интересная история из уст бывшего начальника Евпаторийского морского торгового порта Н. В. Дымченко:

— В конце 1970-х горком партии приказал всем руководителям предприятий Евпатории заняться украшением города. Морпорт заказал в художественно-производственной мастерской Севастополя Нептуна и Русалку. Их сделал известный скульптор-монументалист Вячеслав Васильевич Яковлев. Портовикам понравились эти оригинальные произведения садово-парковой скульптуры. Гордо установили их на постаменты у здания морвокзала, пригласили городское начальство. Приехал секретарь горкома партии В. В. Петунов. Показываю ему — вот, мол, указание партии выполнено! Смотрите, какая красота! Посмотрел он внимательно на Русалку. На меня. На Нептуна. На меня. И выдал: «Николай Васильевич! Ты в своём уме? Что подумает народ? Это же морской вокзал! Тысячи людей! Дети! Пионеры! А тут, понимаешь, один фиговым листиком прикрыт, а вторая так вообще без купальника! Кошмар! Убирай куда хочешь свою красоту!». Развернулся и с проворотом уехал. Ну, думаю, всё. Пропал. Вызовут на бюро, заведут персональное дело. Собрались с мужиками на летучку и решили под покровом темноты вывезти скульптуры с территории порта.
И вот — три часа ночи, пятитонный погрузчик, в сквере «Октябрьский» у кафе «Пингвин» ни души, только наши тени мелькают: мы важно расставляем у деревьев эту весёлую парочку… Потом дней десять ходил я в это кафе мороженое есть. На всю жизнь наелся! И хоть знали меня многие в городе, здоровались, Нептуна с Русалкой рассматривали, фотографировались, но хоть бы один человек поинтересовался, чего, мол, скульптуры морпорта здесь делают.
Прошло 40 лет. Наконец раскрыта тайна не вписавшейся в концепцию строителей коммунизма скульптурной парочки. Она и сейчас очень многим нравится, тут по-прежнему часто фотографируются.
В тот же период времени в сквере у здания морского вокзала севастопольские умельцы установили мозаичную композицию из смальты «Весенние цветы». Смекалистые рабочие порта, изучив технологию, уже по собственной инициативе сделали из железобетона буквы высотой около полутора метров, установили их на трёхметровом ограждении причала, украсив мозаикой завитки волн между ними. Так родилась огромная надпись, хорошо читаемая с моря: ЕВПАТОРИЯ.